# Liste des cavités naturelles les plus longues du Nord

Département du Nord.

La liste des cavités naturelles les plus longues du Nord recense sous la forme d'un tableau, les cavités souterraines naturelles connues, dont le développement est supérieur à cinquante mètres.
La communauté spéléologique considère qu'une cavité souterraine naturelle n'existe vraiment qu'à partir du moment où elle est « inventée » c'est-à-dire découverte (ou redécouverte), inventoriée, topographiée et publiée. Bien sûr, la réalité physique d'une cavité naturelle est la plupart du temps bien antérieure à sa découverte par l'homme ; cependant tant qu'elle n'est pas explorée, mesurée et révélée, la cavité naturelle n'appartient pas au domaine de la connaissance partagée.
La liste spéléométrique des plus longues cavités naturelles du Nord (> 50 m) est  actualisée fin 2018.
La plus longue cavité répertoriée dans le département du Nord est la grotte de Maubeuge (cf. ligne 1 du tableau ci-dessous).

## Nord (France)

### Cavités de développement supérieur à50m
1 cavité est recensée au 31-12-2018.
| Réf. | Cavités (autres noms) | Communes | Massifs ou zones géographiques | Développement (en mètres) | Dénivelée (en mètres) | Sources ou références                    | Mises à jour |
| ---- | --------------------- | -------- | ------------------------------ | ------------------------- | --------------------- | ---------------------------------------- | ------------ |
| 1    | Grotte de Maubeuge    | Maubeuge |                                | +002 000, m               | +0010, m              | Spéléométrie de la France & Grottocenter | 2000-00      |